# جيس كيتس
جيس كيتس (بالإنجليزية: Jess Cates)‏ هو كاتب أغاني أمريكي، ولد في 27 يوليو 1976 في ناشفيل في الولايات المتحدة.

## وصلات خارجية
- جيس كيتس على موقع IMDb (الإنجليزية)
- جيس كيتس على موقع ميوزك برينز (الإنجليزية)
- جيس كيتس على موقع ديسكوغز (الإنجليزية)